# Cinchona mutisii
Cinchona mutisii là một loài thực vật có hoa trong họ Thiến thảo. Loài này được Lamb. mô tả khoa học đầu tiên năm 1821.